# MS Norröna
MS Norröna är ett färöiskt passagerarfartyg byggt 2003 som ägs och drivs av rederiet Smyril Line. Fartyget går i trafik mellan Hirtshals i Danmark via Tórshavn på Färöarna och till Seyðisfjörður på Island, och är den enda färjan i trafik på linjen.

## Historia
MS Norröna kölsträcktes den 7 januari 2002 hos varvet Flender-Werke i Lübeck, Tyskland och sjösättes den 24 augusti samma år. Fartyget har en längd på 164 meter och en bredd på 33,3 meter, samt plats för cirka 1500 passagerare och 800 fordon. Fartyget har en besättning på cirka 120 personer. MS Norröna gjorde sin jungfruresa i april 2003, och kostade närmare 100 miljoner euro att bygga, vilket gjorde att Smyril Line sättes i en ekonomisk kris och blev nära konkurs. Rederiet klarades dock sig med hjälp av befolkningen på Island, Färöarna och Shetlandsöarna.

## Incidenter
- I januari 2004 krockade fartyget med kajen i Tórshavn och fick mindre skador.

## Galleri

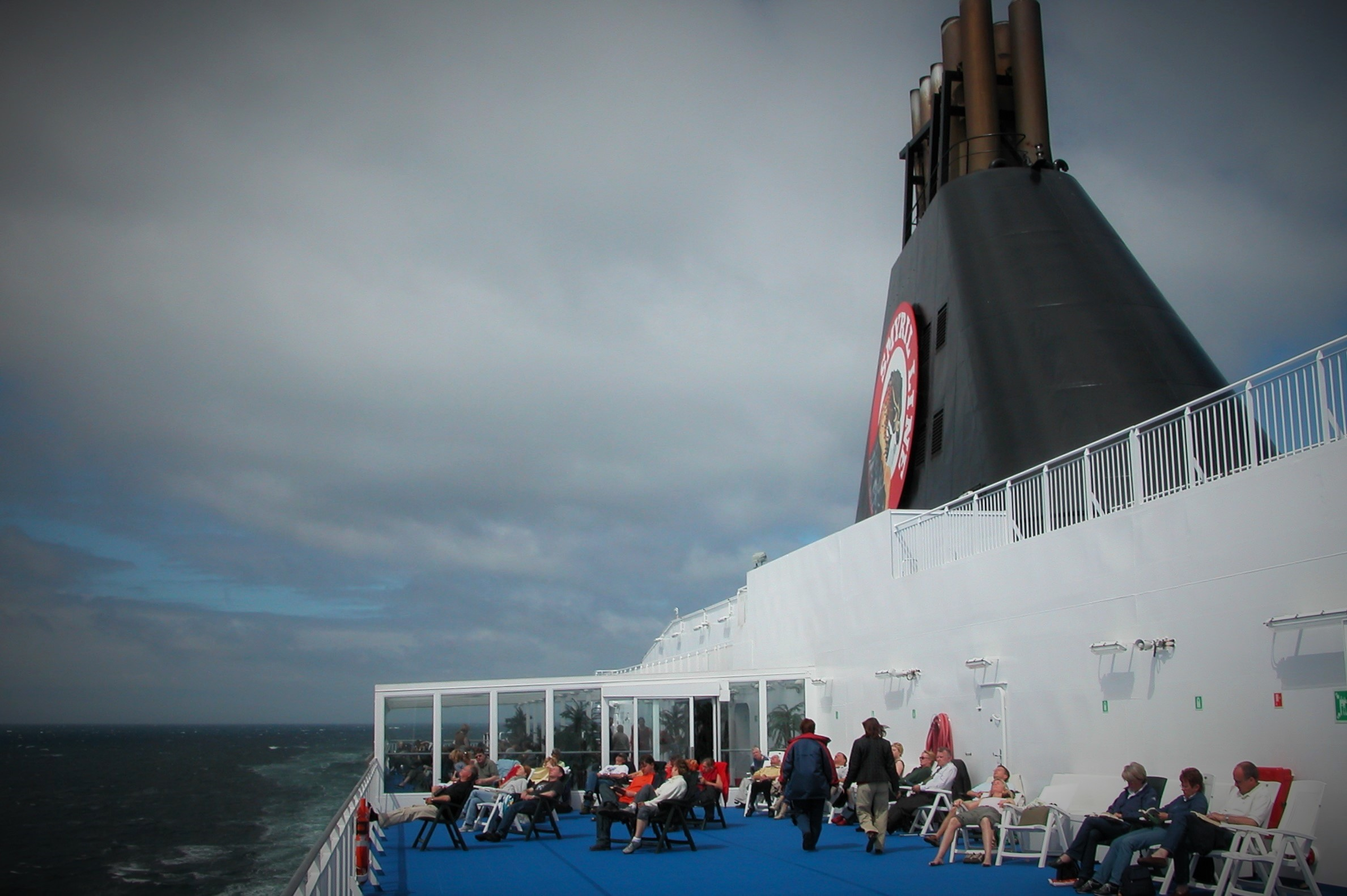
Däck på MS Norröna.
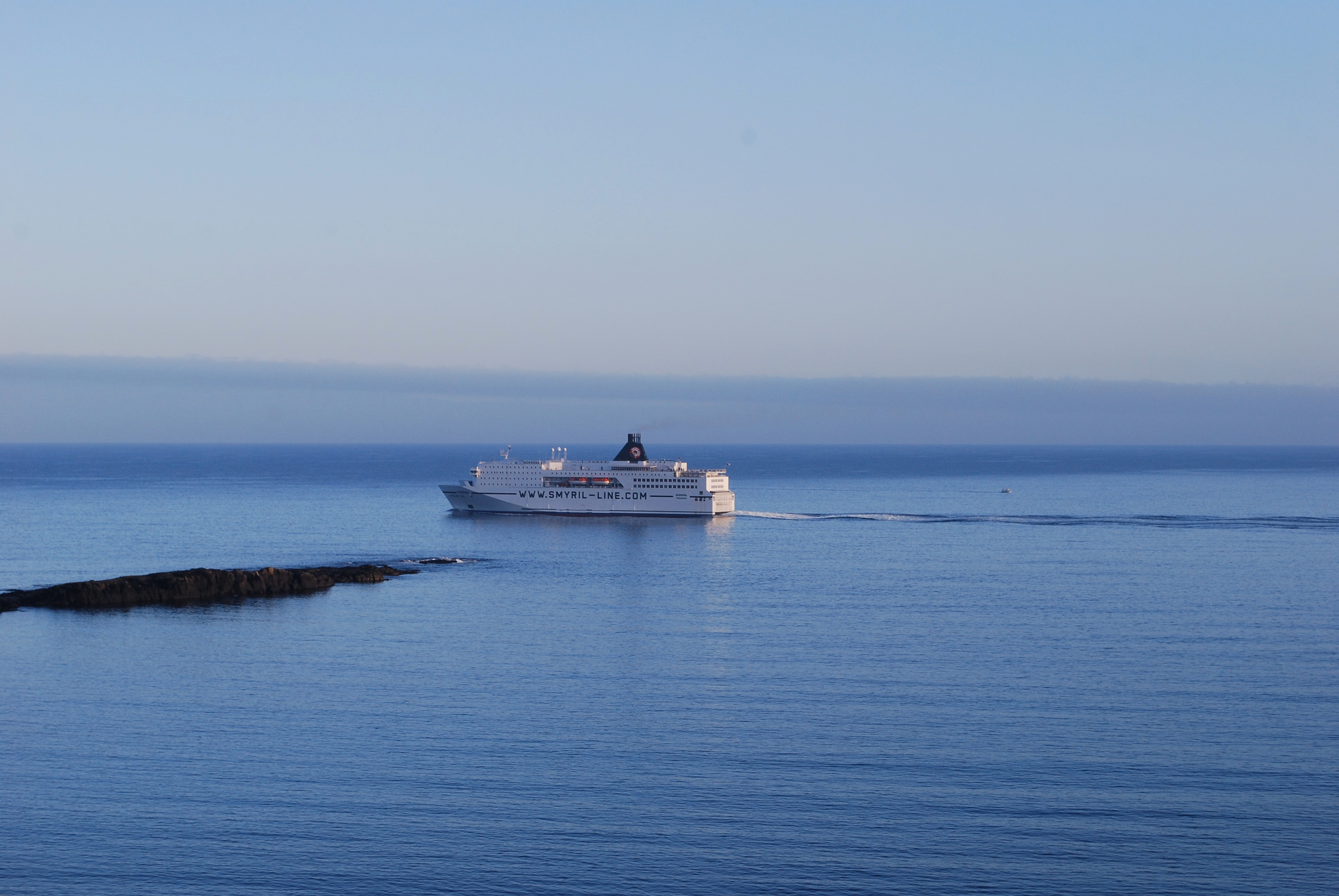
MS Norröna utanför Porkeri på Färöarna.
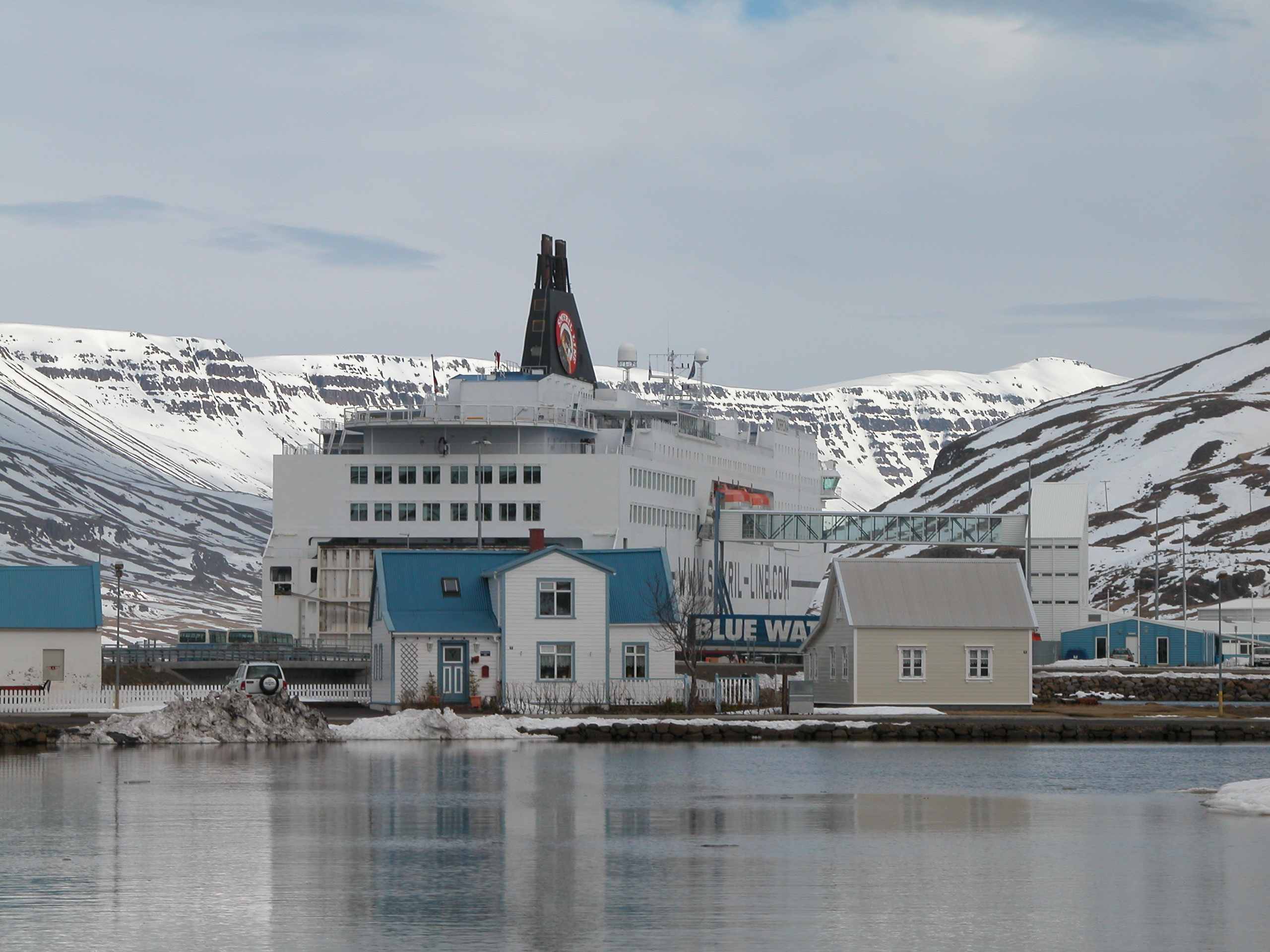
MS Norröna i hamn i Seyðisfjörður.

### Webbkällor
- ”Smyril Line: MS Norröna – Presentation” (på engelska). Smyril Line. https://en.smyrilline.fo/ms-norroena/info-about-the-ship/presentation. Läst 1 januari 2021.